# Kirsan Nikolajewitsch Iljumschinow

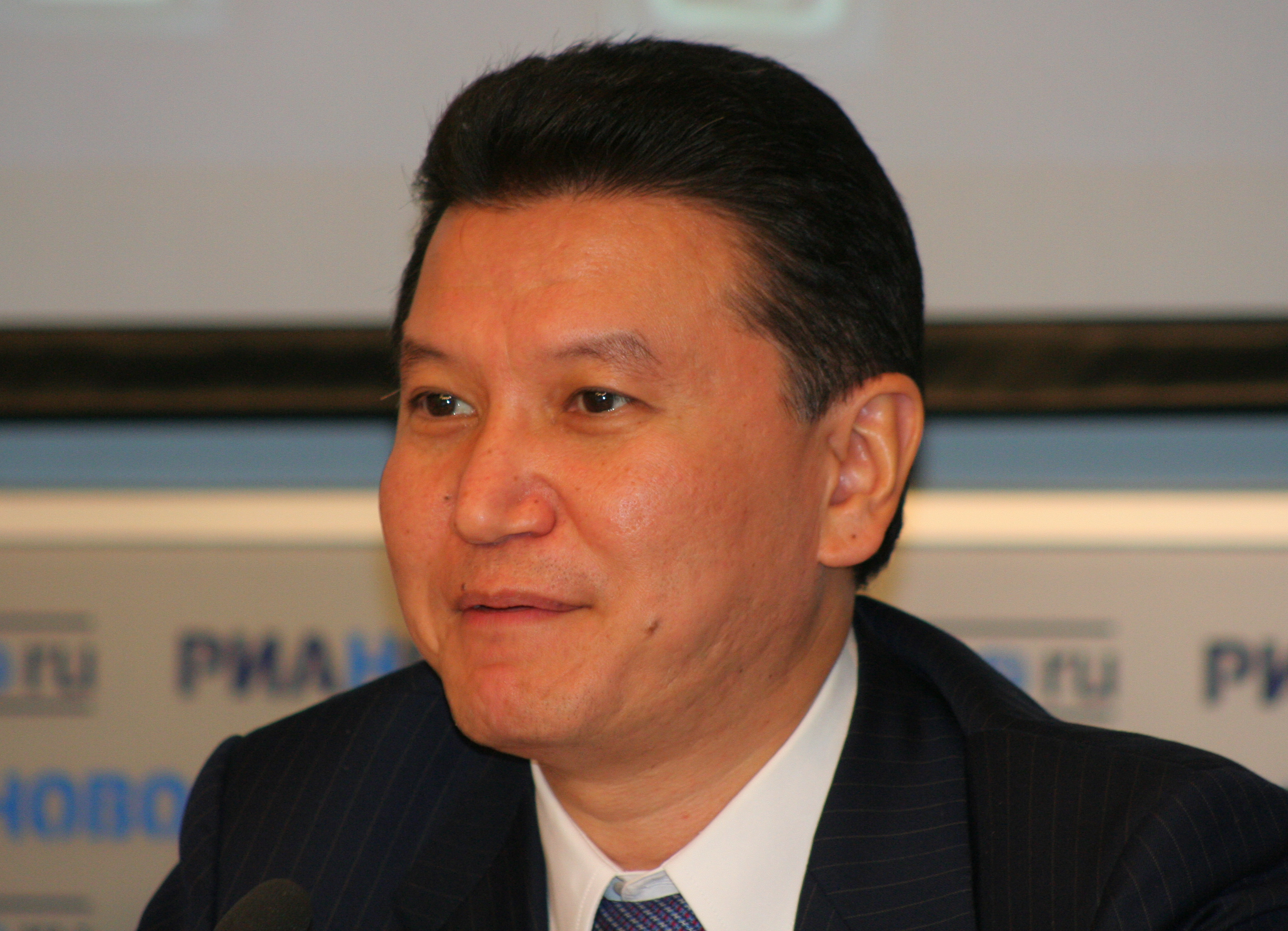
Kirsan Iljumschinow (September 2010)

Kirsan Nikolajewitsch Iljumschinow (russisch Кирсан Николаевич Илюмжинов, kalmückisch Үлмҗин Кирсан Ülmdschin Kirsan; * 5. April 1962 in Elista) war von 1993 bis 2010 Oberhaupt der russischen Republik Kalmückien. Daneben war er von 1995 bis 2018 Präsident des Weltschachbundes FIDE. Wegen Sanktionen des Finanzministeriums der USA gegen ihn hat Iljumschinow die Amtsführung am 6. Dezember 2015 bis zur Aufhebung der Sanktionen dem Vizepräsidenten des Verbandes Georgios Makropoulos überlassen. Er ist Inhaber der Wochenzeitung Nowy Wsgljad (kyrillisch Новый Взгляд; etwa Neue Aussicht).

## Leben
In seiner Jugend erzielte er Erfolge im Schach, das er mit vier Jahren erlernte, und im Boxen. Nach seinem Schulabschluss arbeitete er zwei Jahre in einer Fabrik. Iljumschinow leistete zwei Jahre Militärdienst in der Sowjetarmee und wurde als Obersergeant entlassen. Dann absolvierte er von 1983 bis 1989 ein Studium am Institut für Außenpolitik in Moskau, durch das er gute Verbindungen zu Mitgliedern der Nomenklatura aufbaute. Danach arbeitete er als Manager für eine sowjetisch-japanische Handelsgesellschaft im Automobilsektor und kam dadurch zu einem beträchtlichen Vermögen.

## Politik
Iljumschinow gewann 1993 die erste Wahl in Kalmückien nach dem Zerfall der Sowjetunion mit einem Stimmenanteil von 65 %. Bei den vorgezogenen Präsidentenwahlen 1995 erhielt er 85 %, was viele Beobachter überraschte, da seine Politik als umstritten galt.
1998 wurde Iljumschinow unter anderem von der Oppositionspartei Jabloko verdächtigt, in den Mord an der regierungskritischen Journalistin Larissa Judina verwickelt zu sein, die am Abend der von Kalmückien ausgerichteten Schacholympiade 1998 einen Artikel über von ihr als rechtswidrig betrachtetes Offshoring ausländischer Firmen in Kalmückien veröffentlichen wollte, jedoch vor ihrem Haus getötet wurde. Zwei Täter wurden später aufgrund eigener Geständnisse verurteilt, darunter Iljumschinows Berater Sergei Waskin. Es wurden jedoch keine Beweise für einen Auftrag durch Iljumschinow entdeckt.
2002 wurde er in seinem Amt bestätigt. Anfang Oktober 2005 bot er seinen Rücktritt an, wurde aber vom russischen Präsidenten Wladimir Putin für eine weitere vierjährige Amtszeit nominiert. Am 24. Oktober 2010 lief Iljumschinows Präsidentschaft aus, wobei Iljumschinow nicht mehr kandidieren wollte. Er kündigte im September 2010 an, sich auch ohne politisches Amt weiterhin für Kalmückien einsetzen zu wollen. Sein Nachfolger als Präsident Kalmückiens ist seit Herbst 2010 Alexei Orlow.
Am 25. November 2015 verhängte das Finanzministerium der Vereinigten Staaten wegen Unterstützung der syrischen Regierung unter Baschar al-Assad Sanktionen gegen vier Personen und sechs Firmen, darunter Iljumschinow und die von ihm geleitete Bank Russian Financial Alliance.

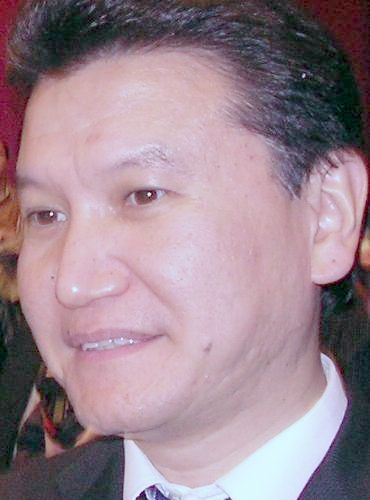
Kirsan Iljumschinow bei der Schacholympiade 2008 in Dresden

## Sport
Iljumschinow war von 1995 bis 2018 Präsident des Weltschachbundes FIDE, von Juli 2018 bis zum Amtsende Oktober 2018 jedoch suspendiert. Er finanzierte zahlreiche Schachveranstaltungen aus eigenen Mitteln. Für die Schacholympiade 1998 in Elista ließ er eigens eine „Schachstadt“ errichten. Am 2. Juni 2006 wurde er für eine weitere vierjährige Amtszeit als FIDE-Präsident wiedergewählt, sein Gegenkandidat bei dieser Wahl war Bessel Kok. In seiner Amtszeit erreichte Iljumschinow den Wiedervereinigungskampf zwischen Wladimir Kramnik und Wesselin Topalow und beendete die seit 1993 andauernde Spaltung der Weltmeisterschaft zwischen FIDE und PCA / WCC / Braingames im Jahre 2006. Im September 2010 wurde er für eine weitere Amtsperiode gewählt. Er gewann die Abstimmung gegen seinen Kontrahenten Anatoli Karpow bei 3 Enthaltungen mit 95 zu 55 Stimmen. Im August 2014 wurde Iljumschinow erneut wiedergewählt. Er gewann mit 110 zu 61 Delegiertenstimmen gegen seinen Herausforderer, den ehemaligen Schachweltmeister Garri Kasparow. Auf gegen ihn erhobene Korruptionsvorwürfe erwiderte Iljumschinow, er habe während seiner Präsidentschaft kein Geld verdient, sondern mehr als 80 Millionen US-Dollar seines Privatvermögens zur Förderung des Schachs ausgegeben.
Im September 2010 bot er 10 Millionen US-Dollar für ein Grundstück in der Nähe von Ground Zero in New York City, um dort ein Schachzentrum errichten zu lassen.

## Religion
Iljumschinow versteht sich auch als Förderer der Religion und hat in seinem überwiegend buddhistischen Land nicht nur die Russisch-Orthodoxe Kirche (ca. ein Drittel der Bevölkerung), sondern auch den Bau einer Synagoge, einer Moschee und einer katholischen Kirche unterstützt. Im Gedenken an die Opfer der Deportation der Kalmücken während des Zweiten Weltkriegs eröffnete er am 27. Dezember 2005 den neu gebauten Goldenen Tempel in Elista. Sowohl der Tempel als auch die darin befindliche Buddhastatue gelten nun als die jeweils größten ihrer Art in Europa.

## Sonstiges
Im April 2010 behauptete Kirsan Iljumschinow in einem TV-Interview, dass er 1997 von außerirdischen Wesen entführt worden sei.
Der Asteroid (5570) Kirsan wurde am 20. Juni 1997 nach ihm benannt.
Im Juni 2011 zeigte er sich während des Bürgerkriegs in Libyen bei einer Schachpartie mit dem libyschen Diktator Muammar al-Gaddafi.